# Santa Cruz (municipalité du Cap-Vert)
Pour les articles homonymes, voir Santa Cruz.
La municipalité de Santa Cruz est une municipalité (concelho) du Cap-Vert, située à l'est de l'île de Santiago, dans les îles de Sotavento. Son siège se trouve à Pedra Badejo.

## Population
Lors du recensement de 2010, la municipalité comptait 26 617 habitants.

## Histoire
Créée en 1971, elle a été amputée d'une partie de son territoire en 2005, au moment de la création de la municipalité de São Lourenço dos Órgãos.

## Jumelages
Santa Cruz est jumelée avec trois villes 
| Ville | Ville    | Pays | Pays     | Période                   |
| ----- | -------- | ---- | -------- | ------------------------- |
|       | Aveiro   |      | Portugal |                           |
|       | Candiolo |      | Italie   |                           |
|       | Longueau |      | France   | depuis le 20 février 2024 |